# Reignac (Gironda)
Reignac es una población y comuna francesa del departamento de Gironda en la región de Nueva Aquitania.

## Demografía
| 1 269 | 1 352 | 1 267 | 1 206 | 1 263 | 1 197 | 1 333 | 1 474 |
| Para los censos de 1962 a 1999 la población legal corresponde a la población sin duplicidades (Fuente: INSEE [Consultar]) |       |       |       |       |       |       |       |